# محاصره ادسا (۱۱۴۶)
محاصره ادسا (انگلیسی: Siege of Edessa) در اکتبر-نوامبر ۱۱۴۶، تلاشی بود از جانب ژوسلین دوم، کنت ادسا، برای فتح مجدد شهر ادسا که در سال ۱۱۴۴ توسط نیروهای عمادالدین زنگی تصرف شده بود. نیروهای صلیبی تحت فرمان ژوسلین و بالدوین مارش موفق به تصرف شهر شدند اما از رسیدن به قلعه شهر بازماندند تا آن که امیر جدید زنگی، نورالدین زنگی، محاصره قلعه ادسا شکست و بار دیگر شهر را تصرف کرد. پس از فتح شهر، جمعیت مسیحی شهر به دستور نورالدین زنگی کشته و از دیوارهای شهر آویزان شدند. این محاصره پایانی برای کنت‌نشین ادسا بود.

## پیش‌زمینه

### ظهور زنگیان و سقوط ادسا
پس از نخستین جنگ صلیبی و شکل‌گیری دولت‌های صلیبی (پادشاهی اورشلیم، شاهزاده‌نشین اَنطاکیه، کنت‌نشین طِرابلس و کنت‌نشین اِدسا)، موج‌های جدید از حملات مسیحیان برای بسط و توسعهٔ قلمروی دولت‌های صلیبی آغاز شد. با وجود شکست صلیبیون در جنگ صلیبی سال ۱۱۰۱ در آناتولی، سایر جنگ‌های صلیبی از جمله جنگ صلیبی نروژی، ونیزی، و جنگ صلیبی سال ۱۱۲۹ با موفقیت همراه بود و مناطقی همچون صیدا، صور و بانیاس به قلمروی دولت‌های صلیبی ضمیمه و دمشق تحت امر خاندان بوری نیز خراجگزار صلیبیون شد. در مناطق شمالی درگیری پیرامون حلب و کنت‌نشین ادسا نیز ادامه یافت؛ چراکه صلیبیون درصدد بودند با حفظ ادسا ارتباط غرب با شرق جهان اسلام را قطع و از این طریق امنیت پادشاهی ارمنی کیلیکیه و شاهزاده‌نشین انطاکیه را تأمین کنند. علاوه بر اراضی مقدس و شام، دامنهٔ حملات صلیبیون در نیمهٔ نخست قرن ۱۲ به جنوب نیز کشیده شد؛ در سال ۱۱۱۸ صلیبیون به فرماندهی بالْدِوین یکم، پادشاه اورشلیم، به مصر — که تحت حاکمیت خلافت فاطمیان بود — و در سال ۱۱۱۹ به‌طور منظم به آن سوی رود اردن حمله کردند.
از میان دولت‌های صلیبی، کنت‌نشین ادسا شمالی‌ترین و همچنین ضعیف‌ترین و کم‌جمعیت‌ترین دولت صلیبی در اراضی مقدس بود. به همین دلیل ادسا توسط دولت‌های مسلمانِ اطراف — که تحت فرمانروایی آل اَرتُق، دانشمندیان و ترکان سلجوقی قرار داشتند — مکرراً تحت حمله قرار می‌گرفت. کُنت بالدوین دوم و کُنت بعدی کُنت ژوسْلین، که پس از شکست‌شان در نبرد حَرّان در سال ۱۱۰۴ اسیر شده بودند برای دومین بار، هر دو در سال ۱۱۲۲ اسیر شدند. اگرچه نیروی کنت‌نشین ادسا پس از نبرد اَعْزاز در سال ۱۱۲۵ تاحدودی بهبود یافت، اما ژوسلین در نبردی در سال ۱۱۳۱ کشته شد. جانشین او ژوسلین دوم مجبور به ایجاد اتحاد نظامی با امپراتوری بیزانس شد؛ اما در سال ۱۱۴۳، امپراتور بیزانس ژان دوم و پادشاه اورشلیم فولْک هردو درگذشتند. از طرفی ژوسلین که با کُنت طرابلس و شاهزادهٔ انطاکیه درگیر بود، ادسا را بدون هیچ متحد قدرتمندی رها کرد.
اختلافات میان کنت ادسا با کنت طرابلس و شاهزاده انطاکیه و همچنین مرگ ناگهانی فولک، موقعیت مناسبی برای اتابک زنگی موصل فراهم کرد تا بتواند جنگ خود را علیه دشمنانش و صلیبیون آغاز کند. عمادالدین زنگی فرزند آق سَنقر الحاجِب، فرمانده ترک و حاکم حلب در دورهٔ ملکشاه سلجوقی، بود که در سال ۱۰۹۴ به جرم خیانت توسط تتش به قتل رسید. عمادالدین که در آن ایام که ۱۰ سال بیشتر نداشت، به موصل رفت و کربغُا، اتابک موصل، سرپرستی او را برعهده گرفت و او را بزرگ کرد. پس از مرگ کربغا در سال ۱۱۰۲ و آغاز جنگ میان اتابکان سلجوقی جزیره و شام بر سر موصل، عمادالدین توانست بر سایر رقبا پیروز شود و کنترل موصل را در سال ۱۱۲۷ دست بگیرد. پس از موصل، زنگی توانست کنترل حلب (۱۱۲۸) و حماة (۱۱۳۰) را دست بگیرد تا توجه او به دمشق معطوف شود. تلاش‌های مکرر او برای فتح دمشق با شکست روبه‌رو شد اما حملات او تلفات سنگینی به شهر دمشق وارد کرد. به علت ضعف ناشی از حملات مکرر امیر زنگی، سقوط دمشق محتمل به نظر می‌رسید. در این شرایط اتابک دمشق، معین‌الدین اُنُر، که نگران سقوط دمشق بود، سفیر خود، اُسامة بن مُنْقِذ، را به اورشلیم فرستاد تا بتواند حمایت و کمک صلیبیون را برای مقابله با خطر زنگی جلب کند. پادشاه اورشلیم که نمی‌خواست شاهد توسعهٔ قدرت زنگی به قلمروی لاتین باشد، با اتحاد میان اورشلیم و دمشق موافقت کرد. عمادالدین زنگی که این اتحاد را مانعی برای رسیدن به دمشق می‌دید، توجه خود را معطوف امور بین‌النهرین و جزیره کرد تا تهدید او موقتاً خاموش شود.
پس از فتح حلب توسط عمادالدین زنگی، ارتقیان (آل ارتق) همچون اتابکان دمشق نگران توسعه‌طلبی بیش از پیش زنگیان در شام و جزیره شوند. آنها که پیشتر دشمن صلیبیون بودند و توانسته بودند آنها را در نبردهایی همچون نبرد حَرّان و دشت خون شکست دهند، پس از غارت کنت‌نشین ادسا در ۱۱۲۰، سرانجام با صلیبیون صلح کردند. این شرایط سبب شد تا در اواخر سال ۱۱۴۴، قرا ارسلان، بیگ حِصن کَیفا، ـ که از نوادگان سُکمان بود ـ با ژوسلین دوم کنت ادسا متحد شود تا با همراهی یکدیگر جنگی را علیه حلب آغاز کنند. با توافق طرفین، ژوسلین به همراه نیروهایش از ادسا خارج و عازم تل باشر شد تا به نیروهای ارتقی بپیوندد. عمادالدین که در این زمان به واسطهٔ شرایط دولت‌های صلیبی برتری نسبی در شام داشت، با اطلاع از حرکت ژوسلین و نیروهایش به سمت تل باشر، به سرعت عازم ادسا شد و این شهر را در ۲۸ نوامبر ۱۱۴۴ محاصره کرد. ژوسلین با اطلاع از خبر محاصره شدن ادسا، از سایر دولت‌های صلیبی تقاضای کمک کرد؛ رِیْموند پواتیه، شاهزاده انطاکیه، نیز که در این زمان با نیروهای بیزانس درگیر بود، درخواست ژوسلین نادیده گرفت و ملکه مِلیسانْد نیز که نائب حکومت فرزندش در اورشلیم بود، نیروهای کمکی خود را به رهبری مانسِس هیِرژ و فیلیپ مایْلی عازم کرد اما آنها نتوانستند به موقع به ادسا برسند. شهر ادسا از استحکامات دفاعی خوبی برخوردار بود اما ژوسلین به همراه بیشتر نیروهایش در تل باشر مستقر بود. در شب ۲۳ دسامبر، نیروهای ترک و کرد زنگی از دیوارها به درون شهر رخنه کردند و توانستند شهر را به تصرف خود درآوردند. بدین ترتیب نخستین دولت صلیبی پس از ۴۶ سال سقوط کرد تا دیگر دولت‌های صلیبی در معرض خطر قرار گیرند. با سقوط ادسا، ژوسلین دوم همچنان به حفظ بقایای دولت خود به مرکزیت تل باشر ادامه داد، هرچند به مرور زمان سرزمین و قلمرو باقی‌مانده‌اش توسط مسلمانان فتح یا به بیزانسی‌ها فروخته شد.
خبر سقوط ادسا تأثیر عمیقی بر مسیحیان و نیز مسلمانان گذاشت؛ تمثال شکست‌ناپذیر صلیبیون درهم شکست و نسل جدید مسلمانان که ماهیتی جاویدان برای دولت‌های صلیبی متصور بودند، مجدداً به فکر فرو رفتند. زنگی که نخستین شخصی بود که یک دولت صلیبی را برانداخته است، لقب «مدافع مذهب» و «المالک المنصور» را دریافت کرد. هرچند شرایط موصل سبب شد تا او ادامه پیشروی در قلمروی باقی‌ماندهٔ ادسا و همچنین انطاکیه را متوقف و عازم خانه شود و و بار دیگر به وضعیت دمشق بپردازد. با این حال، وی در سال ۱۱۴۶ م توسط یک برده کشته و پسرانش نورالدین در حلب و سیف‌الدین غازی در موصل جانشین او شدند.

## محاصره شهر
در ایامی که اروپا مشغول آماده‌ساختن خود برای آغاز کارزار جدید صلیبی بود، پس از قتل عمادالدین زنگی و هرج‌مرج در قلمروی او ارمنی‌ها و مسیحیان ادسا با ژوسلین دوم ارتباط برقرار کرده و با طرح بازپس‌گیری ادسا را پی‌ریزی کردند. طرح پیشین مسیحیان شهر برای بازپس‌گیری ادسا در ما مه ۱۱۴۶ سرکوب شد و زنگیان برای کنترل جمعیت، خانواده‌های یهودی را در شهر مستقر کردند. ژوسلین به همراه بالدوین مرعش و نیروهایش که متشکل از سواره‌نظام و پیاده‌نظام می‌شد، در اکتبر دولوک را به مقصد ادسا ترک گفتند و در ۲۷ اکتبر به این شهر رسیدند. نیروهای ژوسلین طی شب با کمک مسیحیان داخل شهر با طناب و نردبان موفق شدند وارد شهر شوند. ژوسلین به سرعت توانست بر شهر مسلط شود اما با عقب‌نشستن نیروهای ترک به قلعه و نداشتن ادوات محاصره از فتح قلعه شهر بازماند. او برای تکمیل پیروزی خود فرستادگانی را عازم دولت‌های صلیبی کرد تا از آنها برای گشایش قلعه ادسا طلب کمک کند. با این حال کنت طرابلس درخواست او را رد کرد. استیون رانسیمان در این رابطه می‌گوید که «اقدام ژوسلین برای بازپس‌گیری ادسا بدموقع بود». در ایامی که نیروهای صلیبی بر شهر مسلط شده بودند، دست به غارت و کشتار مسلمانان شهر زدند. مابقی مسلمانان شهر نیز یا به حران گریختند یا به قلعه شهر پناه بردند.
نورالدین پسر عمادالدین که وارث حکومت او در حلب شده بود، به محض اطلاع از سقوط شهر ادسا، جنگ خود را شاهزاده انطاکیه، ریمون، متوقف کرد. پس از آن از همسایگان خود برای لشکرکشی علیه ژوسلین تقاضای نیرو (لوی ان ماس) کرد. پس از جمع‌شدن نیروهایش، نورالدین با لشکرکشی بالغ بر ۱۰ هزار نفر از حلب عازم ادسا شد. ژوسلین به محض اطلاع از حرکت نورالدین به سمت ادسا، بدون اطلاع و هماهنگی با مسیحیان شهر، مخفیانه از شهر عقب‌نشینی کرد. به محض رسیدن نیروهای نورالدین، نیروهای باقی‌مانده به سرعت درهم شکستند و با دستور نورالدین کشتار مسیحیان و ارمنی‌ها شهر به جرم خیانت آغاز گشت. براساس گفته میخائیل سوری طی دو محاصره ۳۰ هزار نفر کشته و ۱۶ هزار نفر نیز اسیر و برده شدند. با کشتار ادسا، ژوسلین و بالدوین ضدحملاتی را علیه نیروهای نورالدین ترتیب دادند اما همگانی آنها ناکام ماند. بالدوین مرعش کشته و ژوسلین پس از زخمی‌شدن به سامسات فرار کرد. شکست ژوسلین در مقابل نورالدین برای بازپس‌گیری ادسا، پایانی برای کنت‌نشین ادسا و قلمروی آن بود.

## یادداشت
1. ↑  این کنت‌نشین دیرتر از سایر دولت‌های صلیبی و در سال ۱۱۰۲ توسط رِیْمون سَنْ‌ژیل تأسیس شد.
2. ↑  نیمی از شهرها و قلعه‌های این کنت‌نشین، از جمله مرکز آن، در شرق رود فرات واقع شده بودند که این مسئله این کنت‌نشین را در مقابل حملات مسلمانان از شرق آسیب‌پذیر می‌کرد؛ و بخش‌های غربی این کنت‌نشین از طریق قلعه تِل باشر ـ که در بخش غربی فرات بود ـ کنترل می‌شد.
3. ↑  پس از اسارت بالدوین دوم، کنترل ادسا به تانْکِرد، نائب حکومت انطاکیه، واگذار شد اما پس از آزادی با تانکرد که خواستار قبول حکومت وی بر کنت‌نشین ادسا شده بود، روبه‌رو شد که این مسئله منجر به آغاز اختلافات و درگیری میان طرفین شد که در زمان ژوسلین نیز ادامه یافت، به‌طوری که هرکس سعی در عقد قرارداد و پیمان با مسلمانان و ترکان داشت تا آن که این درگیری‌ها و اختلافات سرانجام با دخالت بالدوین یکم، پادشاه اورشلیم، به پایان رسید.
4. ↑  در سال ۱۱۳۰، عمادالدین زنگی با تاج الملوک بوری، اتابک دمشق، علیه صلیبیون متحد شد اما فتح حماة و محاصره کردن حمص، اتحاد میان اتابکان دمشق و زنگی از میان رفت.
5. ↑  برای برقراری این اتحاد، معین‌الدین انر کنترل بانیاس را به صلیبیون واگذار کرد.
6. ↑  رهبری شهر در زمان محاصره را هیو، اسقف اعظم ادسا، به همراه اسقف باسیل بر شومنا و اسقف ژان برعهده داشت
7. ↑  در سال ۱۱۴۶ و با قتل عمادالدین، ژوسلین برای بازپس‌گیری ادسا اقدام کرد. نیروهای صلیبی تحت فرمان ژوسلین و بالدوین مارش موفق به تصرف شهر شدند اما از رسیدن به قلعه شهر بازماندند تا آن که امیر جدید زنگی، نورالدین زنگی، محاصره قلعه ادسا شکست و بار دیگر شهر را تصرف کرد. پس از فتح شهر، جمعیت مسیحی شهر به دستور نورالدین زنگی کشته و از دیوارهای شهر آویزان شدند. این محاصره پایانی برای کنت‌نشین ادسا بود.